# Mistelbach (Zaya)
Der Mistelbach (auch Mistel) ist ein linker Zufluss zur Zaya bei Mistelbach im Weinviertel, Niederösterreich.
Der Bach entspringt knapp außerhalb von Frättingsdorf in der sogenannten Mistelquelle (oder Mistelbachquelle), wo die Gemeinde im Jahr 1974 einen Quellstein aufstellen ließ, durchfließt sodann Frättingsdorf, passiert die Ziegelei Steingassner und strömt auf Hörersdorf zu. In Hörersdorf nimmt die Mistel mehrere kleine Zubringer auf, welche die westlichen Hänge entwässern und fließt weiter über Siebenhirten nach Mistelbach, wo am Ortsanfang von links der Seebrückengraben mündet. Zur Abwehr von Wasseraustritten baute man im Jahr 1800 Bachschwellen aus Holz ein, denn die Mistel führte mehrmals enormes Hochwasser. Beispielsweise stand das Wasser im Jahr 1853 beim ehemaligen Barnabitenkloster in Mistelbach 1,20 m hoch. Danach fließt der Bach östlich am Hauptplatz vorüber, wo er zwischen 1973 und  982 auf einer Länge von 1832 m überdeckt und die damit entstandene Fläche begrünt wurde. Schließlich mündet die Mistel am Ortsrand von Mistelbach von links in die Zaya. Sein Einzugsgebiet umfasst 40,8 km² in großteils offener Landschaft.